# Гийом дьо Лорис
Гийо̀м дьо Лорѝс (на френски: Guillaume de Lorris) е френски поет от първата половина на XIII век.
Той е известен като автор на първата част на поемата „Роман за Розата“, писана около 1230 година под патронажа на граф Алфонс дьо Поатие. Единственото сведение за него е от споменаването му в самата поема от нейния продължител Жан дьо Мьон, според което той е родом от градчето Лорис и има благороднически произход.